# Всеобщие выборы в Уругвае (2019)
Всеобщие выборы в Уругвае проходили 27 октября (парламентские и 1-й тур президентских) и 24 ноября 2019 года (2-й тур президентских). На них избирались президент и члены Генеральной ассамблеи.
На выборах 2014 года левый Широкий фронт выиграл третьи выборы подряд с абсолютным большинством в обеих палатах Генеральной ассамблеи. Коалиция получала поддержку благодаря созданию широкой системы социального обеспечения, но в то же время её репутация была подорвана растущим дефицитом бюджета, ростом безработицы и всплеском насилия. Избирательная кампания выборов 2019 года была сфокусирована главным образом на проблеме преступности и каждая партия предлагала разные решения. Наряду с выборами был проведён конституционный референдум по поправкам, предложенным сенатором оппозиции Хорхе Ларраньяга, в которых предлагалось сформировать национальную гвардию и ужесточить меры безопасности.
Президент Табаре Васкес не мог баллотироваться на выборах из-за ограничений по количеству сроков, поэтому Широкий фронт выдвинул своим кандидатом в президенты бывшего мэра Монтевидео Даниэля Мартинеса. Национальная партия вновь выдвинула кандидатом Луиса Лакалье Поу, а Партия Колорадо — экономиста Эрнесто Талви. Новая ультраправая партия «Открытое собрание» выставила своим кандидатом бывшего главнокомандующего уругвайской армии Гвидо Манини Риоса.
В преддверии выборов большинство опросов общественного мнения предсказывали, что между Мартинесом и Лакалье Поу пройдёт 2-й тур, наряду с потерей большинства в Ассамблее и поддержкой избирателями партии «Открытое собрание». В 1-м туре президентских выборов Широкий фронт получил наихудшие с выборов 1999 года результаты, тем не менее Мартинес всё же получил больше всех голосов и вышел во 2-й тур вместе с Лакалье Поу, который впоследствии получил поддержку от большинства оппозиционных партий. Во 2-м туре Лакалье Поу победил Мартинеса с перевесом лишь чуть более 37 тыс. голосов в исключительно напряжённой гонке, а окончательный результат был объявлен ЦИК только после подсчёта открепительных талонов.
Выборы стали первым поражением Широкого фронта на президентских выборах с 1999 года, а Лакалье Поу стал первым президентом от Национальной партии со времени своего отца Луиса Альберто Лакалье де Эррера, который был президентом Уругвая с 1990 по 1995 год.

## Предвыборная обстановка
На выборах 2014 года Широкий фронт в третий раз подряд одержал победу на президентских выборах и получил абсолютное большинство в Генеральной ассамблее.
Экономика Уругвая продолжала расти с 2003 года, что позволило правительству вкладывать значительные средства в социальные программы, пенсии и здравоохранение. Однако улучшение показателей бедности и неравенства произошло за счёт дефицита бюджета, который к концу августа 2019 года достиг 4,8 % от ВВП. Согласно прогнозам политических аналитиков, Широкий фронт терял своё большинство в Ассамблее, что в сочетании с увеличением количества партий, которые могли получить места в парламенте, затрудняло переговоры по созданию правящей коалиции.

## Результаты
25 ноября 2019 года предварительные результаты 2-го тура показали, что Лакалье Поу получил большинство голосов (48,71 %), набрав, однако, лишь на 28 666 голосов больше, чем Мартинес (47,51 %), что задержало объявление победителя, поскольку необходимо было подсчитать 35 229 заочных голосов по открепительным талонам. Позднее 28 ноября 2019 года Мартинес признал поражение, а 30 ноября окончательный подсчёт голосов подтвердил, что победителем стал Лакаль По, получивший 48,8 % от общего числа голосов против 47,3 % — за Мартинеса.

Результаты парламентских выборов 2019 года.

|                                                                                  |                                               |                                      |           |         |           |         |                  |       |       |       |  |  |  |  |
| Партия                                                                           | Партия                                        | Кандидат                             | 1-й тур   | 1-й тур | 2-й тур   | 2-й тур | Места            | Места | Места | Места |  |  |  |  |
| Партия                                                                           | Партия                                        | Кандидат                             | Голоса    | %       | Голоса    | %       | Палата депутатов | +/-   | Сенат | +/-   |  |  |  |  |
|                                                                                  | Широкий фронт                                 | Даниэль Мартинес                     | 949 376   | 40,49   | 1 152 271 | 49,21   | 42               | -8    | 13    | -2    |  |  |  |  |
|                                                                                  | Национальная партия                           | Луис Альберто Лакалье Поу            | 696 452   | 29,70   | 1 189 313 | 50,79   | 30               | -2    | 10    | 0     |  |  |  |  |
|                                                                                  | Партия Колорадо                               | Эрнесто Талви                        | 300 177   | 12,80   |           |         | 13               | 0     | 4     | 0     |  |  |  |  |
|                                                                                  | «Открытое собрание»                           | Гвидо Манини Риос                    | 268 736   | 11,46   | 11        | новая   | 3                | новая |       |       |  |  |  |  |
|                                                                                  | Экологическая радикальная непримиримая партия | Сезар Вега                           | 33 461    | 1,43    | 1         | +1      | 0                | 0     |       |       |  |  |  |  |
|                                                                                  | Партия народа                                 | Эдгардо Новик                        | 26 313    | 1,12    | 1         | +1      | 0                | 0     |       |       |  |  |  |  |
|                                                                                  | Независимая пария                             | Пабло Миерес                         | 23 580    | 1,01    | 1         | -2      | 0                | -1    |       |       |  |  |  |  |
|                                                                                  | Народное единство                             | Гонзало Абелла                       | 19 728    | 0,84    | 0         | -1      | 0                | 0     |       |       |  |  |  |  |
|                                                                                  | Зелёная анималистическая партия               | Густаво Салле                        | 19 392    | 0,83    | 0         | новая   | 0                | новая |       |       |  |  |  |  |
|                                                                                  | Дигитальная партия                            | Даниэл Голдман                       | 6363      | 0,27    | 0         | новая   | 0                | новая |       |       |  |  |  |  |
|                                                                                  | Рабочая партия                                | Рафаэль Фернандес                    | 1387      | 0,06    | 0         | 0       | 0                | 0     |       |       |  |  |  |  |
| Недействительных/пустых бюллетеней                                               | Недействительных/пустых бюллетеней            | Недействительных/пустых бюллетеней   | 88 399    | -       | 91 612    | -       | -                | -     | -     | -     |  |  |  |  |
| Всего                                                                            | Всего                                         | Всего                                | 2 433 364 | 100     | 2 433 196 | 100     | 99               | 0     | 30    | 0     |  |  |  |  |
| Зарегистрированных избирателей/ Явка                                             | Зарегистрированных избирателей/ Явка          | Зарегистрированных избирателей/ Явка | 2 699 978 | 90,13   | 2 699 980 | 90,12   | -                | -     | -     | -     |  |  |  |  |
| Источники: Corte Electoral, El Pais (1-й тур); Corte Electoral El Pais (2-й тур) |                                               |                                      |           |         |           |         |                  |       |       |       |  |  |  |  |